# Північне Убангі
Північне Убангі (фр. Nord-Ubangi) — провінція  Демократичної Республіки Конго, розташована на півночі країни. Населення провінції — 1 482 076 чоловік (2005). Адміністративний центр — місто Гбадоліте.

## Географія
До конституційної реформи 2005 рокупровінція Північне Убангі була частиною колишньої Екваторіальної провінції. По території провінції протікає річка Убангі.

## Території
- Бособоло[en]
- Бусінга[en]
- Мобаї-Мбонгі
- Якома